# イプシロン-デルタ論法
解析学において、ε-δ論法（イプシロンデルタろんぽう、英語: (ε, δ)-definition of limit）とは、実数値のみを用いることで（無限を直接に扱うことを回避しながら）関数の極限を定義する方法である。本来は使用する文字は何でも良いが、慣例的に「ε」「δ」が使用されることが多いので、このような名称が付けられた。
「異なる値を取りながら、限りなく近づく」という定義が忌避されるのは、厳密性に欠けるからではなく、「限りなく（＝無限）」を直接に扱っているからである。
列の極限を定義する類似の方法にε-N論法（イプシロンエヌろんぽう）があり、本記事ではこれも扱う。

## 歴史的背景
ニュートンとライプニッツが創設した微分積分学は、無限小（どんな正の実数よりも小さな正の数）や無限大（どんな実数よりも大きな数）といった実数の範囲では定義できない概念を用いている。このような状況はオイラーによって微分積分学が大幅な発展を遂げる18世紀まで継続された。当時の数学者達は級数の発散や収束に関する定義に無頓着なまま理論を発展させていったため、しばしば誤った結論が導かれてしまうことがあった。
19世紀に入るとコーシーやベルナルト・ボルツァーノらによって、厳密な定義に基づいて微分積分学を再構築しようとする試みがなされるようになる。この時期から収束や連続に関する定義は厳密化されていく。ε-δ論法は1860年代のカール・ワイエルシュトラスの講義によって完成されたもので、これによって無限小や無限大という概念を一切使用せずに収束・連続が定義されるようになった。数学史において、微積分学を完成させたとする評価もあるコーシーは『解析教程』(Cours d'analyse de l'Ecole royale polytechnique) で、ε-δ論法を用いて関数の連続性の定義を行った。しかし、この時点でも、連続と一様連続の区別はなかったためにコーシーは自著の中でそのことに起因する誤りをおかしている。
なお、ε-δ論法の登場により一度は数学から追放された無限小や無限大を用いる解析も現代では超実数を用いることで正当化され、超準解析（Non-standard analysis または古典的に無限小解析 Infinitesimal analysis とも呼ばれる）という分野で研究されている。

## 関数値の収束
限りなく近付くという極限の概念は、以下に示す、有限の値をとる変数の論理式だけで定義することができる。
実関数 f: R → R に対して、極限の式
{\displaystyle \lim _{x\to a}f(x)=b}
とは、
（もし）x を a に限りなく近づけさえすれば、f(x) は（必ず）b に近づく
ことであった。これを ε-δ論法で定義すると
{\displaystyle {}^{\forall }\varepsilon >0,\;{}^{\exists }\delta >0\;;\;{}^{\forall }x\in \mathbb {R} \;[0<|x-a|<\delta \Rightarrow |f(x)-b|<\varepsilon ]}
となる。これは
任意の正の数 ε に対し、ある適当な正の数 δ が存在して、0 < |x − a| < δ を満たす全ての実数 x に対し、|f(x) − b| < ε が成り立つ。
という意味の条件である。ε-δ論法による極限値の定義の妥当性は次のようになる。
f(x) が b にいくらでも近づくとは、有限値で表現すると、任意の ε > 0 に対して、f(x) が b の ε近傍に属するようになっていくということになる。そこで、ε の値に応じて δ > 0 が存在し、x が a の δ 近傍に属していれば、それを満たすということになる。
ε, δ は無限小でなく有限の値であるが、それぞれいくらでも小さい値を取れるということが極限の概念を明確に定義している。ε > 0 の一つを ε1 とするとき、ε1 に対応する δ1 を選べば 0 < |x − a| < δ1 ⇒ |f(x) − b| < ε1 を成り立たせることができるが、ε1 よりもさらに小さい ε2（例えば ε1/10）を考えると、成立しなくなりうる。しかしその分より小さい δ2 を適当に取ることで、0 < |x − a| < δ2 ⇒ |f(x) − b| < ε2 が成り立つようにできる。
否定である、極限が存在しないとは、ある ε で δ が存在しないとなる。
条件を満たすとき、正の数 δ は ε に依存する変数である。ε に対する δ は一般に1つとは限らず無数にあるが、1つでも見つければ存在を示したことになる。例えば
{\displaystyle \lim _{x\to 3}x^{2}=9}
を ε-δ論法で考えると次のようになる。任意の ε に対して δ = √ε + 9 − 3 と取れば
{\displaystyle 0<|x-3|<\delta ={\sqrt {\varepsilon +9}}-3}
ならば
{\displaystyle |x^{2}-9|=|x+3||x-3|<(\delta +6)\delta =({\sqrt {\varepsilon +9}}+3)({\sqrt {\varepsilon +9}}-3)=\varepsilon }
なので
{\displaystyle {}^{\forall }\varepsilon >0,\;{}^{\exists }\delta >0\;;\;x\in \mathbb {R} \;[0<|x-3|<\delta \Rightarrow |x^{2}-9|<\varepsilon ]}
が成り立ち、x → 3 のとき x2 → 9 となることが ε-δ論法により示されたことになる。

## 数列の収束
実数列 a1, a2, …, an, … の極限値が 
{\displaystyle \lim _{n\to \infty }a_{n}=b}
であるとは、n を大きくすれば an は b に限りなく近づくという意味であった。
これを有限値による論理式で定義すると
{\displaystyle {}^{\forall }\varepsilon >0,\;{}^{\exists }N\in \mathbb {N} \;\mathrm {s.t.} \;{}^{\forall }n\in \mathbb {N} \;[n>N\Rightarrow |a_{n}-b|<\varepsilon ]}
となる。これは
任意の正の数 ε に対し、ある適当な自然数 N が存在し、N より大きい全ての自然数 n に対して |an − b| < ε
が成り立つ、という意味である。この論理式は δ ではなく N を使うため ε-δ論法ではなく ε-N論法と呼ばれる。ε-N論法による数列の極限の定義の妥当性は次のようになる。
an が b にいくらでも近づくとは、有限値で表すと、任意の正の数 ε に対して an が b の ε近傍に属していくということになる。そこで、十分大きな N を取ると、N より大きい全ての番号 n に対し、an は b の ε近傍に入るということになる。ここで N は ε に依存する数である。
ε-δ論法では ε が小さくするにつれて δ を小さくとらなければならないが、ε-N論法では ε を小さくするにつれて N を大きくしなければならない。
例えば an = n + 1/n のとき N > 1/ε となるように N を取れば n > N という条件のもとで
{\displaystyle \left|{\frac {n+1}{n}}-1\right|={\frac {1}{n}}<{\frac {1}{N}}<\varepsilon }
となるので
{\displaystyle {}^{\forall }\varepsilon >0,\;{}^{\exists }N\in \mathbb {N} \;\mathrm {s.t.} \;{}^{\forall }n\in \mathbb {N} \;[n>N\Rightarrow |a_{n}-1|<\varepsilon ]}
が成り立ち、数列 an は 1 に収束することが ε-N論法による定義に基づき示される。

## 関数の連続性
実関数 f: R → R が
{\displaystyle \lim _{x\to a}f(x)=f(a)}
を満たすとき、f(x) は x = a で連続であるという。この条件は関数の極限を ε-δ論法で表すことで定義される。開区間 I = (p, q) 上の任意の点 a ∈ I で f(x) が連続であるとき、f は I 上連続であるという。これを ε-δ論法で定義すると
{\displaystyle {}^{\forall }\varepsilon >0,\;{}^{\forall }a\in I,\;{}^{\exists }\delta >0\;\mathrm {s.t.} \;{}^{\forall }x\in I\;[|x-a|<\delta \Rightarrow |f(x)-f(a)|<\varepsilon ]}
となる。
s.t.句の最初に現れる ∀x ∈ I という条件によって I が閉区間 [p, q] の時もその端点での f(x) の片側連続性
{\displaystyle \lim _{x\to p+}f(x)=f(p)}
{\displaystyle \lim _{x\to q-}f(x)=f(q)}
が定義される。半開区間 [p, q) や (p, q] などのときも同様である。
このように連続性を ε-δ論法で定義した場合 δ は ε と a の両方に依存する可能性がある。
連続性の定義の条件の順序を変えて
{\displaystyle {}^{\forall }\varepsilon >0,\;{}^{\exists }\delta >0\;\mathrm {s.t.} \;{}^{\forall }a\in I,{}^{\forall }x\in I\;[|x-a|<\delta \Rightarrow |f(x)-f(a)|<\varepsilon ]}
とした場合、δ は ε のみに依存し、a に依存しない。この時 f(x) は I 上一様連続であるという。
例えば、I = (0,1] とし、その上で定義された関数 f(x) = 1/x は、連続であるが一様連続ではない。なぜなら、どんな δ を選んでも、{\displaystyle a=\min(\delta ,1)}, x = a/1 + a のとき
{\displaystyle \left|x-a\right|=\left|{\frac {a}{1+a}}-a\right|={\frac {a^{2}}{1+a}}<a=\min(\delta ,1)\leq \delta }
かつ
{\displaystyle \left|{\frac {1}{x}}-{\frac {1}{a}}\right|=\left|{\frac {1+a}{a}}-{\frac {1}{a}}\right|=1}
であるから、ε ≤ 1 となる ε に対して条件を満たすような δ は存在しない。
この 1 というのは本質的ではなく、この場合は、どんな ε に対しても条件を満たすような δ が存在しないことが分かる。
このように有界な区間上で定義された連続な関数で無限大に発散しているようなものなどが、連続だが一様連続ではない例としてよく用いられる。

## 関数列の収束
区間 I 上で定義された実関数の列 f0(x), f1(x), f2(x), …, fn(x), … に対してI 上で定義される実関数 f(x) が存在し、各 x ∈ I に対して極限の式
{\displaystyle \lim _{n\to \infty }f_{n}(x)=f(x)}
が成り立つとき、関数列 {fn(x)} は f(x) に各点収束（かくてんしゅうそく）するという。
上記を ε-N 論法で定義すれば
{\displaystyle {}^{\forall }\varepsilon >0,\;{}^{\forall }x\in I,\;{}^{\exists }N\in \mathrm {N} \;\mathrm {s.t.} \;{}^{\forall }n\in \mathbb {N} \;[n>N\Rightarrow |f_{n}(x)-f(x)|<\varepsilon ]}
となる。N は ε, x に依存する。x = c などの特定の値で関数列を見たときに f0(c), f1(c), f2(c), …, fn(c), … が数列として f(c) に収束するという意味である。
条件の順序を変えた
{\displaystyle {}^{\forall }\varepsilon >0,\;{}^{\exists }N\in \mathbb {N} \;\mathrm {s.t.} \;{}^{\forall }x\in I,\;{}^{\forall }n\in \mathbb {N} ;\ [n>N\Rightarrow |f_{n}(x)-f(x)|<\varepsilon ]}
が成立するとき、 関数列 {fn(x)} は f(x) に一様収束（いちようしゅうそく）するという。
この条件は各点収束と違い、N は x と無関係に ε のみに依る、言い換えると区間 I 内の全ての x に共通の N が取れる、という意味である。
例えば I = (0,1) 上で定義される fn(x) = xn は f(x) = 0 という定数関数に各点収束するが、一様収束はしない。ε を 1 より小に取れば、どのように N を大きく取っても、例えば n = N + 1 と ε1/(N+1) < x < 1 に対して |fn(x) − f(x)| = xn = xN+1 > ε となってしまうためである。
I の両端点まで含めた区間 [0,1]（I の閉包）上で考えると、fn(x) = xn は 0 ≤ x < 1 では f(x) = 0 に各点収束し、x = 1 では常に fn(1) = 1 で、f(x) = 0 (0 ≤ x < 1) とは連続ではない。こういった事情が、各点収束なのに一様収束ではないという性質と繋がっている。

## 数学教育における取り扱い
微積分学の定理の内、特に関数の極限に関する定理は、この ε-δ論法による定義に基づき証明される。言葉を代えれば、ε-δ論法を用いない微分積分学は厳密な定義に基づかないため、数学界では高校数学の段階で ε-δ論法による定義を教えるべきである、という意見もある。一方で、数学以外の自然科学を含む多くの分野ではε-δ論法により定義されるほどの厳密さを用いなくても、(過程はともかく)結果的には正しい結論に至ることが多く、それらの分野においては大学教育であっても不要と見なす意見もあり、ε-δ論法による定義を教えることの必要性は、数学教育における古くて新しい論争である。